# Campionat d'Europa de bàsquet femení sub-20
El Campionat d'Europa de bàsquet femení sub-20 (oficialment en anglès, FIBA U20 Women's European Championship) és una competició europea de bàsquet femení. De caràcter anual, s'organitzà per primer cop el 2000 i és organitzada per FIBA Europa. Hi participen les jugadores de bàsquet amb una edat igual o inferior als vint anys. El campionat s'organitza en dues divisions (A i B). A la Divisió A competeixen setze seleccions agrupats en quatre grups. Disputen una primera fase en format de lligueta que determina el creuament de vuitens de final. La segona fase es disputa en format d'eliminació directa amb vuitens, quarts, semifinal i final. El guanyador és declarat campió d'Europa sub-20. Les tres seleccions pitjors classificades de la primera divisió (14è, 15è i 16è) descendeixen a la Divisió B, mentre que els tres primers classificats d'aquesta ascendeixen a primera divisió de la competició.

## Historial
| En negreta = Selecció campiona (prò.) = Pròrroga |

| I     | 2000 | Rússia          | 84–57 | República Txeca | Romania         | 58–55 | Turquia       | Bardejov, Lučenec, Ružomberok |       |
| II    | 2002 | República Txeca | 77–74 | Rússia          | França          | 77–62 | Letònia       | Zagreb                        |       |
| III   | 2004 | Rússia          | 80–64 | França          | República Txeca | 72–52 | Hongria       | St Brieuc, Gwened, Kemper     |       |
| IV    | 2005 | França          | 72–52 | Polònia         | Letònia         | 65–36 | Grècia        | Brno                          |       |
| V     | 2006 | Rússia          | 77–68 | Hongria         | França          | 64–55 | Espanya       | Sopron                        |       |
| VI    | 2007 | Espanya         | 75–60 | Sèrbia          | França          | 65–63 | Turquia       | Sofia                         |       |
| VII   | 2008 | Rússia          | 67–58 | França          | Sèrbia          | 73–46 | Espanya       | Chieti, Sulmona, Pescara      |       |
| VIII  | 2009 | França          | 74–52 | Espanya         | Letònia         | 78–75 | Rússia        | Gdynia                        |       |
| IX    | 2010 | Rússia          | 75–74 | Espanya         | Letònia         | 53–49 | França        | Liepāja                       |       |
| X     | 2011 | Espanya         | 62–53 | Rússia          | Polònia         | 67–65 | Sèrbia        | Novi Sad, Zrenjanin           |       |
| XI    | 2012 | Espanya         | 59–46 | Rússia          | Turquia         | 58–56 | Països Baixos | Debrecen                      | [ 1 ] |
| XII   | 2013 | Espanya         | 59–53 | Itàlia          | Turquia         | 53–38 | Belarús       | Samsun                        | [ 2 ] |
| XIII  | 2014 | França          | 47–42 | Espanya         | Itàlia          | 68–63 | Sèrbia        | Udine                         |       |
| XIV   | 2015 | Espanya         | 66–47 | França          | Països Baixos   | 63–51 | Rússia        | Tinajo, Teguise               | [ 3 ] |
| XV    | 2016 | Espanya         | 71–69 | Itàlia          | Rússia          | 78–72 | Sèrbia        | Matosinhos                    | [ 4 ] |
| XVI   | 2017 | Espanya         | 73–63 | Eslovènia       | Rússia          | 80–59 | França        | Matosinhos                    | [ 5 ] |
| XVII  | 2018 | Espanya         | 69–50 | Sèrbia          | Països Baixos   | 65–60 | Itàlia        | Sopron                        | [ 6 ] |
| XVIII | 2019 | Itàlia          | 70–67 | Rússia          | França          | 50–34 | Bèlgica       | Klatovy                       |       |
| N/D   | 2020 | N/D             | N/D   | N/D             | N/D             | N/D   | N/D           | Sopron                        |       |
| N/D   | 2021 | N/D             | N/D   | N/D             | N/D             | N/D   | N/D           | Sopron                        | [ 7 ] |
| XIX   | 2022 | Espanya         | 47–42 | República Txeca | Itàlia          | 64–48 | França        | Sopron                        | [ 8 ] |
| XX    | 2023 | França          | 85–59 | Letònia         | Espanya         | 94–36 | Sèrbia        | Klaipėda, Vilnius             | [ 9 ] |
| XXI   | 2024 | França          | 83-75 | Espanya         | Itàlia          | 70-48 | Alemanya      | Klaipėda                      |       |

1. ↑  Edició cancel·lada per la pandèmia de COVID-19 a Hongria
2. ↑  Edició cancel·lada per la pandèmia de COVID-19 a Europa. Es disputà en el seu lloc la 2021 FIBA U20 Women's European Challengers

## Medaller
| Unió Soviètica = Seleccions desaparegudes Dades actualitzades el gener 2024 |

| #  | Selecció nacional | Or | Argent | Bronze | Total |
| -- | ----------------- | -- | ------ | ------ | ----- |
| 1  | Espanya           | 9  | 4      | 1      | 14    |
| 2  | Rússia            | 5  | 4      | 2      | 11    |
| 3  | França            | 5  | 3      | 4      | 12    |
| 4  | Itàlia            | 1  | 2      | 3      | 6     |
| 5  | República Txeca   | 1  | 2      | 1      | 4     |
| 6  | Sèrbia            | 0  | 2      | 1      | 3     |
| 7  | Letònia           | 0  | 1      | 3      | 4     |
| 8  | Polònia           | 0  | 1      | 1      | 2     |
| 9  | Hongria           | 0  | 1      | 0      | 1     |
| 9  | Eslovènia         | 0  | 1      | 0      | 1     |
| 12 | Països Baixos     | 0  | 0      | 2      | 2     |
| 12 | Turquia           | 0  | 0      | 2      | 2     |
| 13 | Romania           | 0  | 0      | 1      | 1     |

## Estadístiques
| PPP = Punts per partit RBP = Rebots per partit APP = Assistències per partit |

| Edició | MVP                 | Màxima anotadora      | PPP  | Rebots                | RBP  | Assistències         | APP | refs.  |
| ------ | ------------------- | --------------------- | ---- | --------------------- | ---- | -------------------- | --- | ------ |
| 2000   |                     | Zuzana Žirková        | 23,2 | Marita Meldere        | 10,0 | Isabelle Comteße     | 4,2 |        |
| 2002   |                     | Daniela Číkošová      | 19,0 | Dubravka Dacic        | 12,6 | Michaela Uhrová      | 4,1 |        |
| 2004   |                     | Oleksandra Radulovic  | 26,3 | Niina Laaksonen       | 10,6 | Hana Stanková        | 4.8 |        |
| 2005   |                     | Oleksandra Radulovic  | 25,5 | Oleksandra Radulovic  | 12,9 | Isil Alben           | 5,1 |        |
| 2006   |                     | Oleksandra Radulovic  | 19,6 | Magdalena Leciejewska | 12,9 | Ekaterina Dimitrova  | 6,3 |        |
| 2007   | Sílvia Domínguez    | Arina Bilotserkivska  | 22,0 | Ekaterina Abramzon    | 12,8 | Marjorie Carpreaux   | 6,8 | [ 10 ] |
| 2008   | Natalia Vieru       | Snežana Aleksić       | 21,9 | Sabine Niedola        | 14,3 | Arina Bilotserkivska | 3,3 | [ 11 ] |
| 2009   | Alba Torrens        | Elina Babkina         | 21,8 | Gintare Petronyte     | 11,0 | Ana Dabovic          | 5,7 | [ 12 ] |
| 2010   | Anastasia Logounova | Marina Solopova       | 21,0 | Giedrė Paugaitė       | 11,4 | Alina Iagupova       | 5,9 | [ 13 ] |
| 2011   | Queralt Casas       | Alina Iagupova        | 16,6 | Monika Grigalauskyte  | 13,9 | Alina Iagupova       | 5,6 |        |
| 2012   | Ksenia Tikhonenko   | Alina Iagupova        | 27,6 | Ksenia Tikhonenko     | 11,0 | Alina Iagupova       | 5,3 |        |
| 2013   | Astou Ndour         | Astou Ndour           | 17,3 | Ksenia Tikhonenko     | 11,6 | Ellen Nyström        | 5,0 | [ 14 ] |
| 2014   | Olivia Epoupa       | Miriam Uro-Nile       | 18,0 | Tetiana Yurkevichus   | 15,0 | Aleksandra Stanacev  | 5,1 |        |
| 2015   | Leticia Romero      | Hind Ben Abdelkader   | 22,0 |                       |      |                      |     | [ 3 ]  |
| 2016   | Cecilia Zandalasini | Cecilia Zandalasini   | 22,0 | Raisa Musina          | 12,6 | Laura Cornelius      | 5,0 | [ 15 ] |
| 2017   | María Araújo        | Melisa Brčaninović    | 23,0 | Olbis Andre           | 15,5 | Agnes Studer         | 7,3 | [ 16 ] |
| 2018   | Iris Mbulito        | Satou Sabally         | 20,7 | Satou Sabally         | 10,0 | Agnes Studer         | 6,7 | [ 17 ] |
| 2019   | Sara Madera         | Dalma Czukor          | 16,1 | Billie Massey         | 16,7 | Aina Ayuso           | 5,3 | [ 18 ] |
| 2022   | Claudia Contell     | Magdalena Szymkiewicz | 18,4 | Helena Sandvik        | 8,7  | Pauline Astier       | 7,2 | [ 8 ]  |
| 2023   | Carla Leite         | Marija Leković        | 19,2 | Selin Gul             | 8,9  | Marija Leković       | 6,9 | [ 19 ] |